# Gerardus Craeyvanger
Gerardus Craeyvanger oder Gerardus Kraijvanger (* 13. Januar 1775 in Utrecht; † 10. März 1855, ebenda) war ein niederländischer Geiger und Bariton. Er arbeitete auch als Chorleiter und Gesangslehrer.
Seine Eltern waren Gijsbertus Craeyvanger und Geertruida Klingen. Seine Schwester war die Dichterin, Gertrudis Craeyvanger. Er heiratete Johanna Swillens und später Margaretha Swillens. Er war der Vater der Maler Gijsbertus Craeyvanger und Reinier Craeyvanger, und des Violinisten Carolus Arnoldus Craeyvanger.